# Умри, моя любовь
«Умри, моя любовь» (англ. Die, My Love) — художественный фильм 2025 года режиссёра Линн Рэмси, экранизация одноимённой книги Арианы Харвич. Главные роли в нём сыграли Дженнифер Лоуренс и Роберт Паттинсон.

## Сюжет
Действие фильма происходит в сельской местности во Франции. Центральный персонаж — женщина, которая столкнулась с послеродовой депрессией и чувствует приближение безумия, но получает поддержку от любящей родни. Литературной основой сценария стала книга аргентинской писательница Арианы Харвич.

## В ролях
- Дженнифер Лоуренс — Грейс
- Роберт Паттинсон — Джексон
- Лакит Стэнфилд — Карл
- Сисси Спейсек — Пэм
- Ник Нолти — Гарри
- Габриэль Роуз — Джен
- Дебс Ховард — Марш
- Сара Линд — Шерил

## Создание и оценки
Работа над фильмом началась осенью 2022 года. Продюсером стал Мартин Скорсезе, режиссёром — Линн Рэмси. Главную роль получила Дженнифер Лоуренс. В июле 2024 года к актёрскому составу присоединился Роберт Паттинсон. Съёмки проходили с 19 августа по 16 октября 2024 года в Канаде. Премьера состоялась в мае 2025 года на Каннском кинофестивале, в рамках основного конкурса. 7 ноября фильм выйдет в театральный прокат в США.
На сайте-агрегаторе отзывов Rotten Tomatoes фильм получил рейтинг 78 %. Многие критики высоко оценили режиссуру Рэмси и игру Дженнифер Лоуренс. Последняя, по мнению обозревателя Deadline Hollywood, заслуживает «Оскара».